# Ougny
Ougny är en kommun i departementet Nièvre i regionen Bourgogne-Franche-Comté i de centrala delarna av Frankrike. Kommunen ligger i kantonen Châtillon-en-Bazois som tillhör arrondissementet Château-Chinon (Ville). År 2022 hade Ougny 27 invånare.

## Befolkningsutveckling
Antalet invånare i kommunen Ougny
| Referens: INSEE |